# Godisson
Godisson is een plaats en voormalige gemeente in het Franse departement Orne in de regio Normandië en telt 112 inwoners (2009). De plaats maakt deel uit van het arrondissement Mortagne-au-Perche.

## Geschiedenis
Godisson is op 1 januari 2025 gefuseerd met de gemeenten Les Authieux-du-Puits, La Genevraie, Le Merlerault en Nonant-le-Pin tot de gemeente Merlerault-le-Pin.

## Geografie
De oppervlakte van Godisson bedraagt 6,2 km², de bevolkingsdichtheid is dus 18,1 inwoners per km².

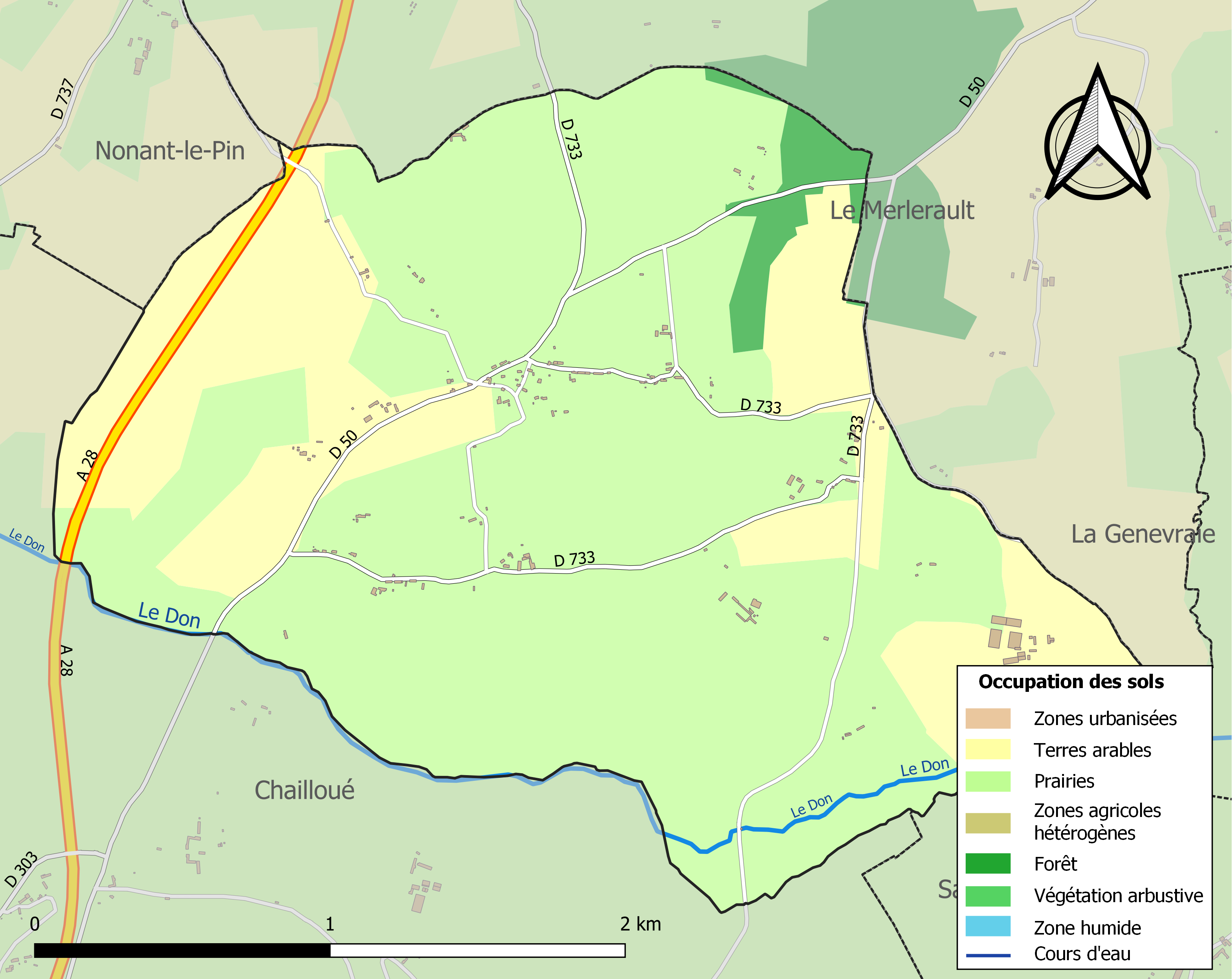
Kaart van de belangrijkste infrastructuur, bodemgebruik en omliggende gemeenten

## Demografie
Onderstaande figuur toont het verloop van het inwonertal (bron: INSEE-tellingen).
Les Authieux-du-Puits · La Genevraie · Godisson · Le Merlerault · Nonant-le-Pin